# Uropførelse
Uropførelse er den første offentlige opførelse af en komposition eller et dramatisk værk på et teater eller en koncertsal. Ordet betyder opførelse af noget ukendt.
Hvis et dramatisk værk, som tidligere har haft urpremiere, bliver opsat et andet sted, er det ikke en uropførelse, men en almindelig premiere. Måske er der tale om en uropførelse, hvis den nye opsætning er væsentligt anderledes end den oprindelige.
Begrebet bruges også ved film, men det kaldes festivalopførelse eller verdenspremiere.

## Spektakulære uropførelser
- Beethovens 9. symfoni blev uropført med ham selv som dirigent, efter han var blevet døv.
- Mahlers 8. symfoni blev uropført med over 1000 medvirkende sangere og musikere og fik derfor tilnavnet "Sinfonie der Tausend" (De Tusindes Symfoni).